# ريتشارد بي. ماثر
ريتشارد بي. ماثر (بالإنجليزية: Richard B. Mather)‏ هو عالم صينيات أمريكي، ولد في 11 نوفمبر 1913 في باودينغ في الصين، وتوفي في 28 نوفمبر 2014 في سانت بول في الولايات المتحدة.